# Ancylorhynchus magnificus
Ancylorhynchus magnificus är en tvåvingeart som beskrevs av Stanley Willard Bromley 1936. Ancylorhynchus magnificus ingår i släktet Ancylorhynchus och familjen rovflugor. Inga underarter finns listade i Catalogue of Life.